# Veronica Codesal
 (juin 2012).
Si vous disposez d'ouvrages ou d'articles de référence ou si vous connaissez des sites web de qualité traitant du thème abordé ici, merci de compléter l'article en donnant les références utiles à sa vérifiabilité et en les liant à la section « Notes et références ».
Veronica Codesal est une chanteuse, danseuse et musicienne belgo galicienne née le 16 septembre 1977 à Uccle en Belgique. Sa famille est originaire de Galice, en Espagne. 
Entre 2002 et 2012 puis depuis 2015, elle est la chanteuse du groupe belge Urban Trad, place qu'elle occupe en duo avec Soetkin Collier. 
Elle participe aujourd'hui à différents projets musicaux comme Camaxe, Ialma et Vivas Niñas, dans lesquels elle chante et joue de plusieurs instruments (pandeireta, gaita). Elle est également professeur du groupe de danse galicien Foliada. Elle participe à diverses activités de Muziekpublique, un organisme dont le but est de promouvoir et de diffuser des musiques et des danses traditionnelles du monde entier grâce à sa programmation de concerts, de stages et de cours. 
Au travers de ces activités artistiques, elle met en avant la culture et la langue galicienne.